# Flemming Lerche (diplomat)
 Der er flere personer med dette navn, se Flemming Lerche.
Flemming Emil Harald Albrecht Lerche (14. november 1878 i Hillerød – 5. december 1972) var en dansk diplomat og kammerherre.

## Karriere
Lerche var søn af kammerjunker, overretssagfører Ferdinand Lerche (1838-1886, søn af Georg Flemming Henrik Lerche) og hustru Marie født Gulstad (1847-1930), blev student fra Frederiksborg lærde Skole 1897, cand.jur. 1904, konstitueret fuldmægtig i Frederiksberg Birk og assistent i Udenrigsministeriet 1905, fuldmægtig og ekspeditionssekretær i ministeriet 1908 og kontorchef 1910. Lerche var 1906 og 1907 fungerende legationssekretær i Stockholm, 1908 konstitueret vicekonsul i London, var 1912 medlem af det til notificering af tronskiftet udsendte ekstraordinære gesandtskab til hofferne i Schwerin, Neu-Strelitz, Dresden, Karlsruhe og Oldenburg, blev udnævnt til chargé d'affaires i Wien 1913, ministerresident med titel af gesandt 1919, tillige akkrediteret Budapest fra 1921, overordentlig gesandt og befuldmægtiget minister i Helsingfors fra 1921 til 1948, tillige akkrediteret i Reval 1922 til 1940 samt i Kowno og Riga 1926 til 1940.

## Dekorationer
Lerche blev 1907 kammerjunker, 1923 kammerherre, 27. december 1912 Ridder af Dannebrogordenen, 13. september 1919 Dannebrogsmand, 26. september 1927 Kommandør af 2. grad, 26. september 1937 Kommandør af 1. grad og fik ved sin afgang Storkorset 17. november 1948. Han bar en lang række høje udenlandske ordener.
Flemming Lerche blev gift 10. januar 1916 i Wien (Evangelische Kirche, Dortheastrasse) med Eleonora "Nora" Maximiliana Magdalena Emma von Grabmayer-Angerheim (27. april 1892 i St. Veit an der Glau, Kärnten, Østrig - ?), datter af hofråd Max Ritter von Grabmayer-Angerheim og Hilda Keinz.